# Лейтер, Иван Фёдорович
 Иван Фёдорович Лейтер  (1770—?) — Лектор немецкого языка в Казанском университете.

## Биография
Родился в 1770 году в Саксонии. Образование получил в Лейпцигском университете. Прибыв в 1789 году в Россию занимался образованием в частных домах. В 1805 и 1811 гг. тщетно домогался звания лектора Казанского университета. Учитель высшего французского класса в Казанской гимназии. 4 июля 1812 года ему поручена должность лектора немецкого языка в Казанском университете, в которой он и утвержден 10 октября того же года. Уволен 18 июля 1821 года вследствие сомнения Магницкого в его благонамеренности. Оставил по себе память в качестве содержателя лучшего в Казани пансиона для мальчиков.